# Maykulan
Maykulan är ett utdött australiskt språk. Maykulan talades i Queensland och tillhörde de pama-nyunganska språken.